# Sán Chay
Sán Chay – mniejszość etniczna w Wietnamie. Według spisu ludności z 1999 ludność Sán Chay liczyła 147 315 osób.